# Andreas Hofer (cyclisme)
Pour les articles homonymes, voir Andreas Hofer (homonymie) et Hofer.
Andreas Hofer, né le 8 février 1991 à Wiener Neustadt, est un coureur cycliste autrichien. 

## Biographie
En aout 2020, il termine cinquième du championnat d'Autriche du contre-la-montre.

## Palmarès
- 2007
  - 2e du championnat d'Autriche sur route cadets
- 2009
  -  Champion d'Autriche de la montagne juniors
  - 7e étape de la Coupe des Nations Abitibi
  - 2e du championnat d'Autriche du contre-la-montre juniors
  - 9e du championnat d'Europe du contre-la-montre juniors
- 2011
  -  Champion d'Autriche du contre-la-montre
  -  Champion d'Autriche sur route espoirs
  -  Champion d'Autriche du contre-la-montre espoirs
  - 3e du championnat d'Autriche sur route
- 2012
  -  Champion d'Autriche du contre-la-montre espoirs
  - 3e du championnat d'Autriche du contre-la-montre
  - 3e du Tour du Burgenland
  - 3e du Duo normand (avec Robert Vrečer)
- 2013
  -  Champion d'Autriche du contre-la-montre espoirs
  - 2e du Tour du Burgenland
  - 3e du championnat d'Autriche du contre-la-montre
- 2014
  - 3e du championnat d'Autriche du contre-la-montre
  - 3e du Kreiz Breizh Elites
- 2015
  - 3e du championnat d'Autriche du critérium

## Classements mondiaux
| Année           | 2011 | 2012 | 2013 | 2014 | 2015 | 2016 | 2017   |
| --------------- | ---- | ---- | ---- | ---- | ---- | ---- | ------ |
| UCI Asia Tour   |      |      |      | 248e |      |      |        |
| UCI Europe Tour | 651e | 621e | nc   | 456e | 674e |      | 1 759e |